# Meitantei Conan: Zero no Shikkōnin
Metantei Conan: Zero no Shikkounin (名探偵コナン ゼロの執行人ー?) es el título del vigesimosegundo largometraje de la serie de anime y manga Detective Conan estrenado en Japón el 13 de abril del 2018. La película recaudó 9.10 mil millones de yenes (83 millones de dólares americanos), convirtiéndose así en la película de mayor recaudación de la franquicia. El 9 de noviembre de 2018 se estrenó en los cines de España en castellano, catalán y VOS de la mano de la distribuidora de cine Alfa Pictures, siendo esta el primer largometraje de la franquicia en estrenarse en cines de España.

## Argumento
El nuevo establecimiento "Edge of Ocean" que está en la bahía de Tokio será la nueva sede de la reunión cumbre de Tokio. El 1 de mayo que se inaugura la cumbre donde más de 22.000 policías están resguardando el enorme establecimiento, ¡ocurre un caso de explosión de gran escala! Allí se encuentra la presencia de Tooru Amuro, quien es miembro de la organización secreta conocida como "Zero" que controla la policía de seguridad pública de todo el país. Conan Edogawa sospecha del caso de explosión que ocurrió días antes de la cumbre y del misterioso comportamiento de Amuro que se mueve en secreto. En ese momento se encuentran huellas digitales en la evidencia de la escena del crimen y coinciden con las huellas de Kogoro Mouri, ¡quien perteneció a la policía en el pasado! ¿Acaso se trata de una conspiración? Conan y Amuro inician la investigación alrededor del arresto de Kogoro.

## Música
El ending de la película es “Rei -ZERO-” de Masaharu Fukuyama. 

## Reparto
| Personaje                | Voz Japonesa        | Voz Española         |
| ------------------------ | ------------------- | -------------------- |
| Shinichi Kudo            | Kappei Yamaguchi    | Juan Navarro Torelló |
| Conan Edogawa            | Minami Takayama     | Isabel Valls         |
| Ran Mouri                | Wakana Yamazaki     | Carolina Tak         |
| Kogoro Mouri             | Akira Kamiya        | José García Tos      |
| Rei Furuya / Tohru Amuro | Tohru Furuya        | Sergio Mesa          |
| Profesor Agasa           | Kenichi Ogata       | Sergio Capelo        |
| Genta Kojima             | Wataru Takagi       | Enrique Hernández    |
| Ayumi Yoshida            | Yukiko Iwai         | Pilar Mora           |
| Mitsuhiko Tsubaraya      | Ikue Ohtani         | María Rosa Guillén   |
| Ai Haibara               | Megumi Hayashibara  | Marta Moreno         |
| Sonoko Suzuki            | Naoko Matsui        | Eva Andrés           |
| Inspector Megure         | Chafūrin            | Francisco Alborch    |
| Detective Takagi         | Wataru Takagi       | José Manuel Oliva    |
| Detective Sato           | Atsuko Yuya         | Silvia Cabrera       |
| Detective Shiratori      | Kazuhiko Inoue      | Eduard Itchart       |
| Detective Chiba          | Isshin Chiba        | Daniel González      |
| Eri Kisaki               | Gara Takashima      | Marta Sáinz          |
| Hyōe Kuroda              | Yukimasa Kishino    | José Luis Siurana    |
| Yūya Kazami              | Nobuo Tobita        | Carlos Sianes        |
| Midori Kuriyama          | Asako Dodo          | María José Chabrera  |
| Azusa Enomoto            | Mikiko Enomoto      | Silvia Tarín         |
| Kyōko Tachibana          | Aya Ueto            | Nuria Samsó          |
| Fumikazu Haba            | Daikichi Hakata     | Alejandro Moreno     |
| Sayoko Iwai              | Miina Tominaga      | Rosa López           |
| Makoto Kusakabe          | Tokuyoshi Kawashima | Daniel Albiac        |

Fuente: animenewsnetwork.com